# Mercury-Atlas 3
La missione denominata Mercury-Atlas 3 fu un volo privo di equipaggio eseguito nell'ambito del programma Mercury degli Stati Uniti d'America. Il lancio della missione venne effettuato alle ore 16:15 UTC del 25 aprile 1961 dalla rampa di lancio numero 14 di Cape Canaveral in Florida.
La missione dovette essere interrotta dall'ufficiale controllore di volo responsabile per la sicurezza 43,3 secondi dopo il lancio, a causa di un malfunzionamento del razzo vettore. Infatti lo stesso non si girò come previsto di 70° per portarsi sulla traiettoria di volo prevista e, di conseguenza, dovette essere attivato il sistema di salvataggio della capsula, che venne immediatamente staccata dal razzo vettore. Il razzo stesso, di tipo Atlas, venne fatto esplodere poco dopo. Nonostante la perdita del razzo poterono essere guadagnati notevoli benefici dalle analisi effettuate dopo la missione: il sistema di salvataggio aveva funzionato a perfezione e la capsula del Mercury poté essere recuperata completamente intatta.
La capsula raggiunse un apogeo di 7,2 chilometri percorrendo la breve distanza di 1,8 chilometri. La durata di tutta la missione MA-3 fu di 7 minuti e 19 secondi, la maggior parte dei quali venne impegnata per la discesa della capsula appesa all'apposito paracadute. Nello stretto arco di 20 minuti venne recuperata la capsula. La stessa pesava 1.179 kg.
La capsula del Mercury usata in questa missione ebbe il numero di serie 8, mentre il razzo vettore Atlas aveva il numero di serie 100-D. La capsula, dopo essere stata analizzata completamente e rinumerata 8A, venne impegnata per la missione MA-4.

## Statistiche
- Velocità massima raggiunta:  1.894 km/h (1.177 Mph)
- Accelerazione raggiunta: 11 g (108 m/s²)

## Galleria d'immagini

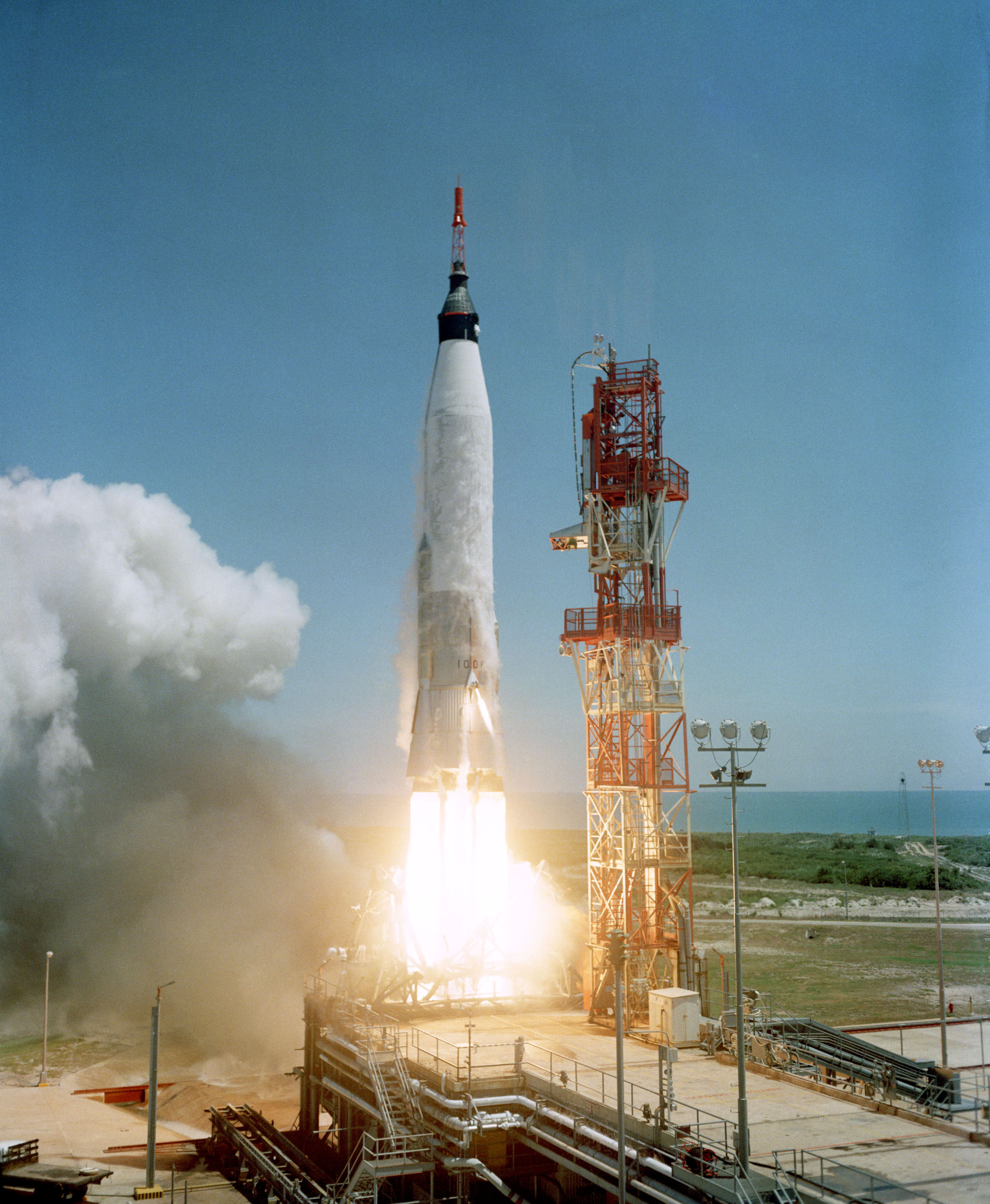
Il lancio, 25 aprile 1961
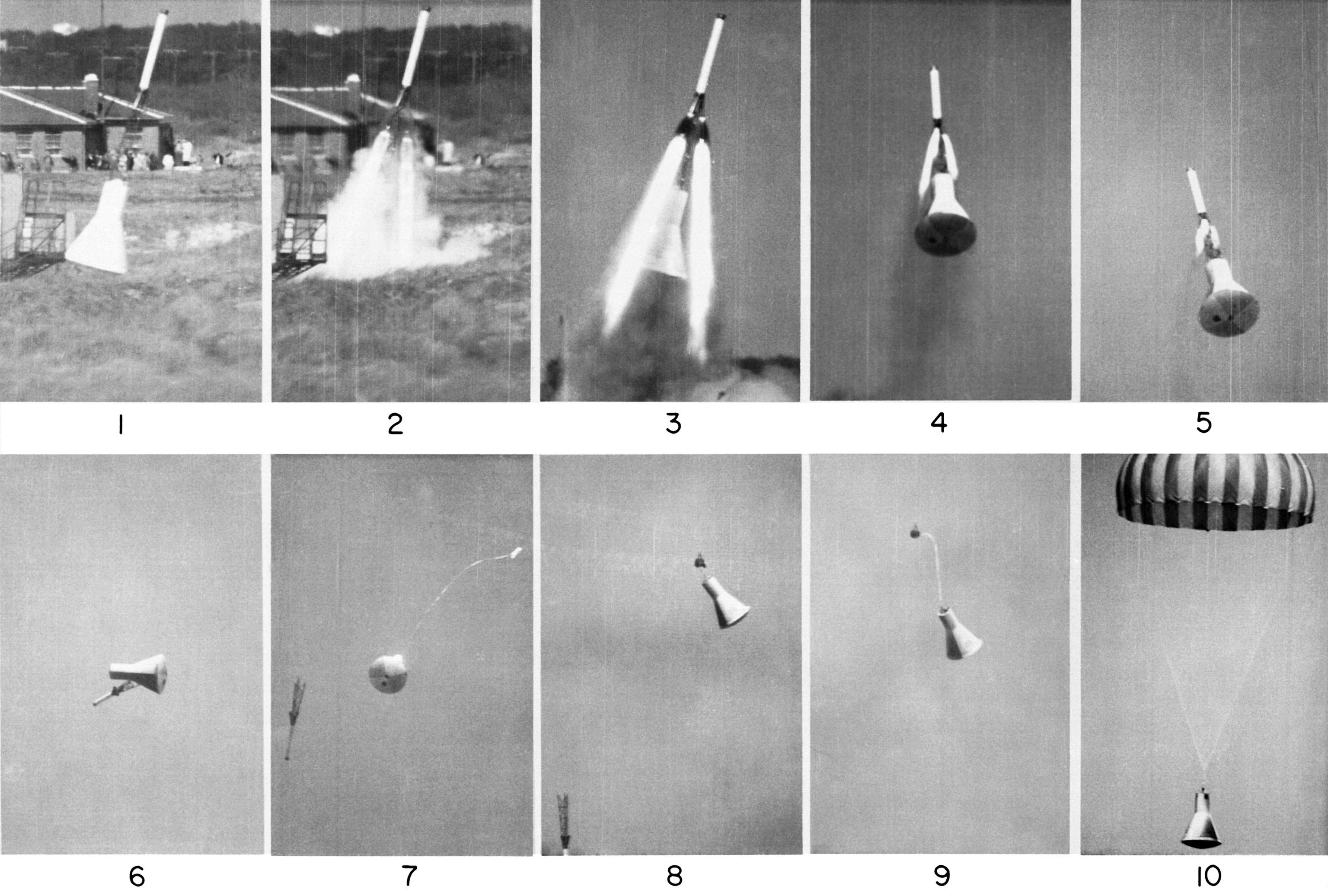
Esempio del sistema di salvataggio del Mercury. Le immagini non si riferiscono alla missione MA-3